# Agricultura no deserto

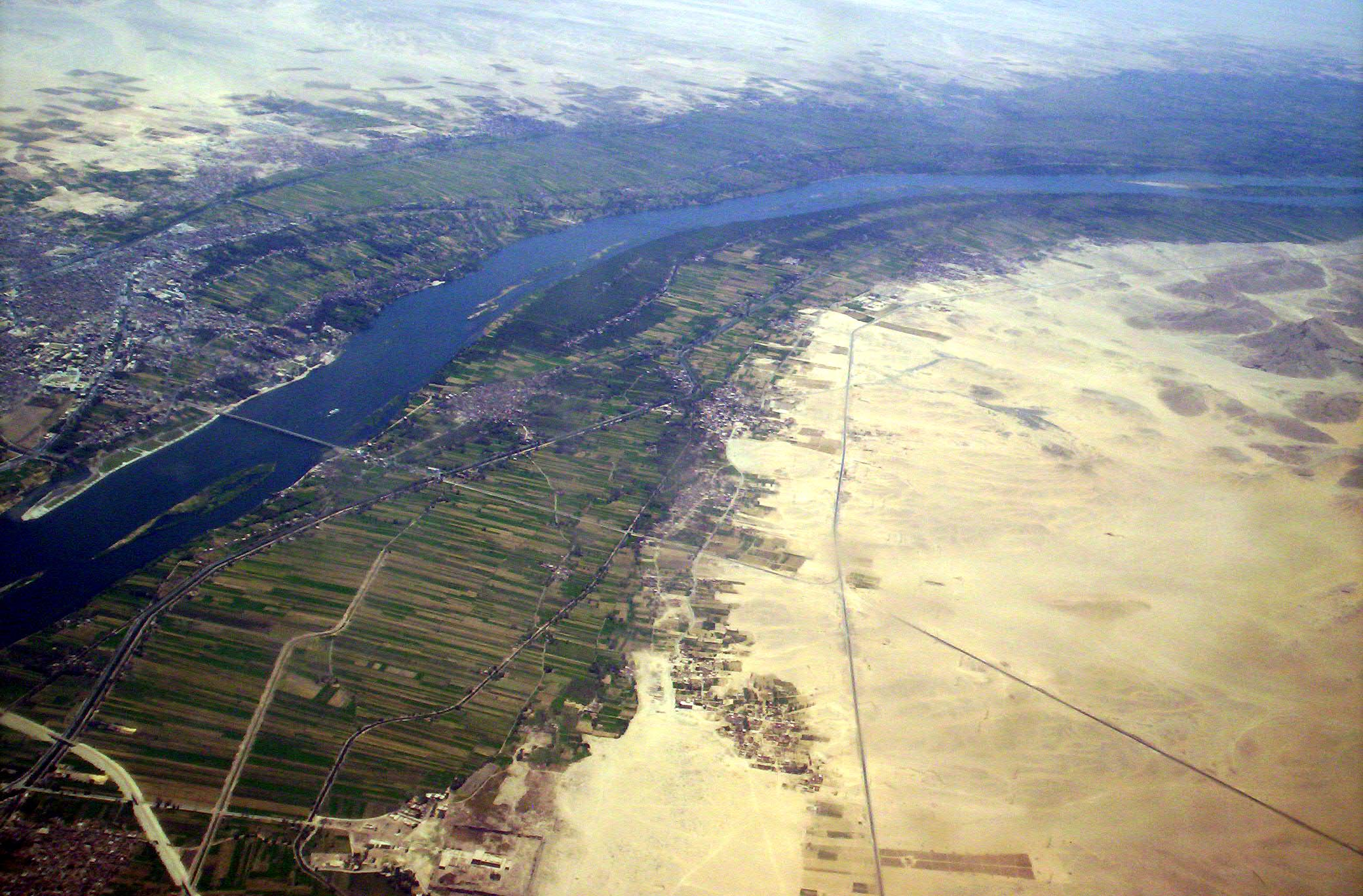
Uma vista aérea da irrigação do Nilo, apoiando a agricultura em Luxor. A agricultura no Egito existe desde 5500 a.C.

A agricultura no deserto é a prática de desenvolver a agricultura em desertos. Como a agricultura depende da irrigação e do abastecimento de água, cultivar em regiões áridas onde a água é escassa é um desafio. No entanto, a agricultura no deserto tem sido praticada por humanos há milhares de anos. No Negev, há evidências que sugerem a agricultura já em 5000 a.C. Hoje, o Imperial Valley no sul da Califórnia, Austrália, Arábia Saudita e Israel são exemplos de agricultura desértica moderna. A eficiência hídrica tem sido importante para o crescimento da agricultura no deserto. Reutilização de água, dessalinização e irrigação por gotejamento são formas modernas pelas quais regiões e países expandiram a sua agricultura, apesar de estarem num clima árido.

## História

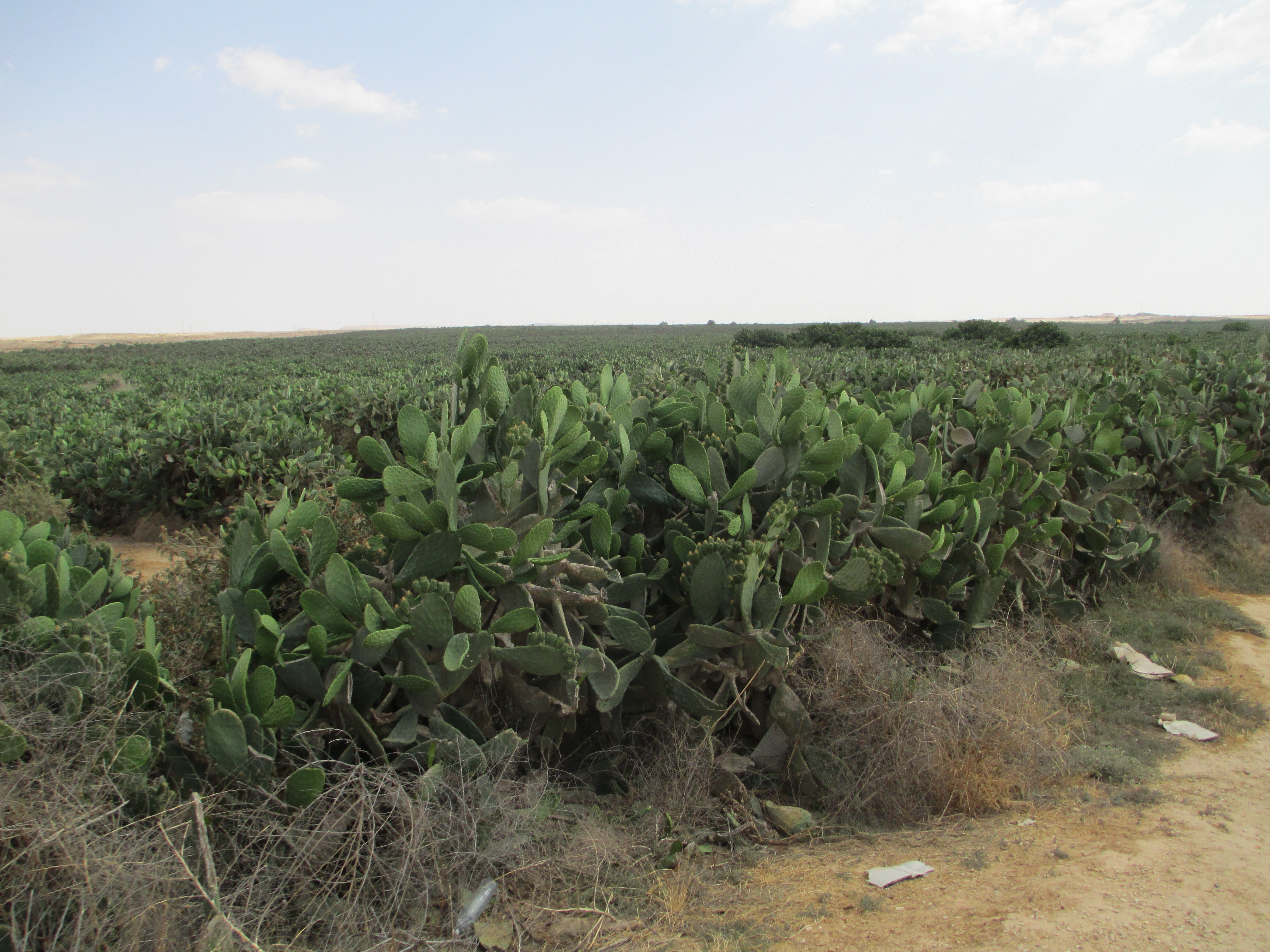
O cacto pera espinhosa é cultivado em condições áridas.

Os humanos praticam e refinam a agricultura há milénios. Muitas das primeiras civilizações, como a antiga Assíria, o antigo Egito e a Civilização do Vale do Indo, foram fundadas em regiões irrigadas cercadas por deserto. À medida que estas civilizações cresceram, a capacidade de cultivar plantações no deserto tornou-se cada vez mais importante. Há também casos de civilizações que subsistiram principalmente no deserto, com pouca irrigação ou chuva, como várias tribos indígenas do oeste americano.

### Deserto de Negev
O domínio bizantino no século IV deu origem a cidades baseadas na agricultura no deserto de Negev e a população cresceu exponencialmente, com os esforços de captação de água e a prosperidade geral atingindo um pico no século VI sob Justiniano, após o que se seguiu um declínio acentuado. O investigador germano-israelita Michael Evenari demonstrou como foram desenvolvidas novas técnicas, como os sistemas de recolha e gestão de águas pluviais de escoamento, que recolhiam água de áreas maiores e direcionavam-na para parcelas mais pequenas. Isto permitiu o cultivo de plantas com necessidades de água muito maiores do que as que o ambiente árido poderia proporcionar. Outras técnicas incluíam a construção de terraços em uádis e barragens contra cheias repentinas, além de recursos criativos usados para coletar e direcionar a água do escoamento. O Tuleilat el-Anab, palavra árabe para "montículos de uvas", ou seja, uma grande pilha de pedras que pontilham o deserto, provavelmente serviu para dois propósitos: remover as pedras das parcelas cultivadas e acelerar a erosão e o transporte de água da camada superficial do solo da área de coleta de escoamento para essas parcelas.
Um aumento maciço na produção de uvas no noroeste do Negev para as necessidades da indústria vinícola foi documentado no início do século VI, através do estudo de antigos montes de lixo nos assentamentos de Shivta, Elusa e Nessana. Existe um pico acentuado na presença de sementes de uva e " jarras de Gaza" quebradas usadas para exportar vinho doce local e outros produtos levantinos do porto de Gaza, após um aumento mais lento durante os séculos IV e V, e seguido em meados do século VI por uma queda repentina. Duas grandes calamidades que ocorreram naqueles dias atingiram o império e grandes partes do mundo: a Pequena Idade do Gelo da Idade Antiga Tardia (536-545), causada por enormes erupções vulcânicas, resultando nos eventos climáticos extremos de 535-536; e o primeiro surto de peste bubónica no Velho Mundo, a Peste Justiniana da década de 540. Estes acontecimentos resultaram provavelmente numa quase cessação do comércio internacional de bens de luxo, como o vinho de Gaza, com a produção de uvas nos colonatos do Negev a dar lugar novamente à agricultura de subsistência, centrada na cevada e no trigo. Isto parece mostrar que a indústria vinícola da região semiárida do Negev poderia muito bem ser sustentada durante séculos através de técnicas agrícolas adequadas, mas que a monocultura da uva era economicamente insustentável a longo prazo.

### Nativos americanos
Os nativos americanos que praticavam esta agricultura incluíam os antigos e extintos Anasazi, os Hopi, os antigos Tewa, os Zuni e muitas outras tribos regionais, incluindo os Navajo, que chegaram recentemente (cerca de 1000 a 1400 d.C.). Estas várias tribos foram caracterizadas geralmente pelos ocupantes espanhóis da região como índios Sinagua, sinagua significando "sem água", embora este termo não seja aplicado aos nativos americanos modernos da região.
Devido à grande dependência do clima, um elemento considerado além do controlo humano, crenças religiosas, ritos e orações substanciais evoluíram em torno do cultivo de culturas e, em particular, do cultivo dos quatro principais tipos de milho da região, caracterizados pelas suas cores: vermelho, amarelo, azul e branco. A presença do milho como símbolo espiritual pode ser vista frequentemente nas mãos das figuras espirituais "Yeh", representadas nos tapetes Navajo, nos rituais associados à "Donzela do Milho" e outras kachinas dos Hopi, e em vários objetos fetiche de tribos da região.
Os índios americanos no Deserto de Sonora e em outros lugares dependiam tanto da irrigação quanto da agricultura "Ak-Chin" — um tipo de agricultura que dependia de "lavagens" (as planícies de inundação sazonais causadas pelas neves do inverno e pelas chuvas do verão). O povo Ak-Chin empregava esta forma natural de irrigação plantando encosta abaixo de uma ribanceira, permitindo que as águas da enchente deslizassem sobre as suas plantações.
No Vale do Rio Salgado, agora caracterizado pelo Condado de Maricopa, Arizona, um vasto sistema de canais foi criado e mantido de aproximadamente 600 d.C. a 1450 d.C. Centenas de quilómetros de canais alimentavam as plantações da área ao redor de Phoenix, Tempe, Chandler e Mesa, Arizona. Infelizmente, a irrigação intensa aumentou a salinidade da camada superficial do solo, tornando-o impróprio para o cultivo. Isto parece ter contribuído para o abandono dos canais e para a adoção da agricultura Ak-Chin.
Os antigos canais serviram de modelo para engenheiros de irrigação modernos, com os primeiros canais históricos "modernos" sendo formados em grande parte pela limpeza dos canais Hohokam ou sendo dispostos sobre canais antigos. As antigas ruínas e canais dos índios Hohokam eram uma fonte de orgulho para os primeiros colonos, que imaginavam a sua nova sociedade agrícola surgindo como a mítica ave fénix das cinzas da sociedade Hohokam, daí o nome Phoenix, Arizona. O sistema é especialmente impressionante porque foi construído sem o uso de implementos metálicos ou da roda. Foi necessário um conhecimento notável de geografia e hidrologia para que os engenheiros antigos projetassem os canais, mas também foi necessária uma organização sociopolítica notável para planear a distribuição da força de trabalho, incluindo o atendimento às necessidades físicas dos trabalhadores e das suas famílias, bem como a manutenção e administração dos recursos hídricos.

## Agricultura contemporânea no deserto
A agricultura no deserto é mais importante do que nunca à medida que a população global aumenta. Países e regiões que não têm segurança hídrica não são exceção ao aumento populacional e, portanto, ao aumento da procura por alimentos. O Médio Oriente e o Norte da África são talvez o maior exemplo de nações em crescimento com pouca ou nenhuma segurança hídrica ou alimentar. Estima-se que até 2025 1,8 mil milhões de pessoas viverão em países ou regiões com escassez absoluta de água.

### Israel

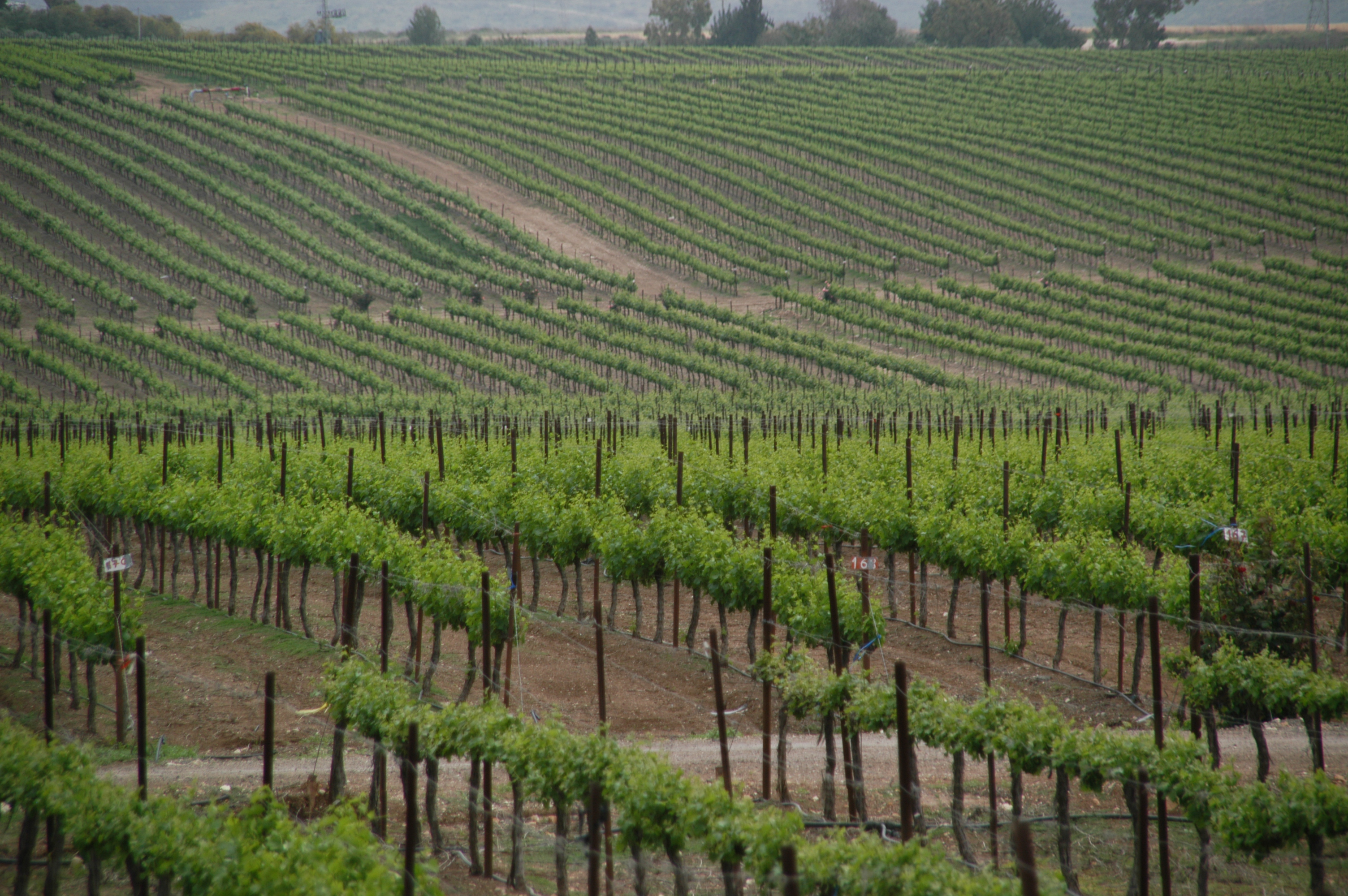
Uma quinta no atual Israel que utiliza irrigação por gotejamento.

A agricultura no Israel moderno foi pioneira em diversas técnicas de agricultura no deserto. A invenção da irrigação por gotejamento por Simcha Blass levou a uma grande expansão da agricultura em regiões áridas e, em muitos lugares, a irrigação por gotejamento é a técnica de irrigação de facto utilizada. Estudos têm consistentemente demonstrado uma grande redução no uso de água com irrigação por gotejamento ou fertirrigação, com um estudo retornando uma redução de 80% no uso de água e um aumento de 100% no rendimento das culturas.
Outro obstáculo para muitas nações com escassez de água é o consumo de água. Israel decidiu focar-se na reutilização de águas residuais para combater a perda dos seus recursos hídricos. A pequena nação desértica reutiliza 86% das suas águas residuais em 2011, e 40% da água total utilizada pela agricultura era águas residuais recuperadas. A dessalinização, água salobra ou efluente também é responsável por 44% do abastecimento de água de Israel, e a maior central de dessalinização de água do mar do mundo é a Central de Dessalinização de Sorek, localizada em Tel Aviv. A central é capaz de produzir 624.000 m3 de água por dia.
A produção agrícola de Israel aumentou sete vezes desde a independência do país em 1948, e a área total de terras agrícolas aumentou de 165.000 hectares para 420.000 hectares. O país produz 70% de seus próprios alimentos (em valor de dólar).

### Imperial Valley

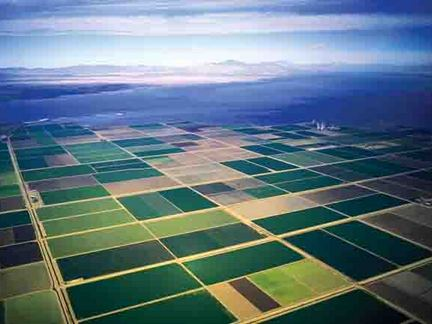
Campos no Imperial Valley, Califórnia, vistos de cima.

O Imperial Valley é um vale no Deserto de Sonora que é cultivado há 90 anos no sul da Califórnia. Antes do século XX, o vale era desabitado, exceto por alguns pequenos assentamentos no século XIX. É abastecido com água através do Canal All-American, um canal do Rio Colorado. Estima-se que cerca de 2/3 dos vegetais consumidos no inverno nos Estados Unidos são originários do Imperial Valley. O Condado Imperial é responsável pela maior produção de cordeiros e ovelhas do país.

### Austrália

Adultos com mais de 15 anos na Austrália empregados em agricultura, silvicultura e pesca, em percentagem. Com base em dados do censo australiano de 2011.

Apesar da Austrália ser uma nação extremamente árida, a agricultura tem sido um elemento básico da economia australiana desde a sua fundação. A Austrália produz gado, trigo, leite, lã, cevada, aves, cordeiro, cana-de-açúcar, frutas, nozes e vegetais. A agricultura fornece 2,2% do emprego total da Austrália, e 47% da área total da Austrália é ocupada por quintas ou estações.